# Битка при Аркадиопол (970)
Битката при Аркадиопол през 970 г. е сражение край днешен Люлебургас, в което византийците (10 – 12 хиляди души, предвождани от Варда Склир) отблъскват войските на киевския княз Светослав Игоревич (30 – 38 хиляди руси, българи, печенеги и маджари) и ги принуждават да отстъпят на север от Стара планина.

## Предистория
През лятото на 970 г., след като подчинява Източна България (вижте Нашествие на Светослав I в България), киевският владетел започва военни действия срещу Византия. За защита на границата в Тракия император Йоан I Цимисхий прехвърля войски от Мала Азия начело с доместика на Изтока Варда Склир и стратопедарха Петър. Сблъсъкът между тях и киевския княз става край крепостта Аркадиопол.

## Ход на битката
В началото на битката византийски конен отряд увлича с привидно отстъпление печенежките и маджарските съюзници на Светослав. Попаднали в предварително организирана засада, те са напълно разгромени. В последвалото стълкновение с руско-българските сили византийците отблъскват българската конница и нанасят големи загуби на руската пехота.

## Резултат от сражението
Съгласно византийските летописци (Лъв Дякон, Йоан Скилица, Йоан Зонара) резултатът от сражението е съкрушително поражение на Светослав – мнение, поддържано и от по-късни изследователи, а според Началната руска летопис изходът е в негова полза. Успехът на Склир е временен – скоро след битката при Аркадиопол русите подновяват нападенията си в Тракия.